# Henning Peker
Henning Peker (ur. 1966 w Halle) – niemiecki aktor.

## Filmografia
- 2004: Upadek jako Żołnierz w Wilczym Szańcu
- 2005: Stroiciel trzęsień ziemi jako ogrodnik Henning
- 2005: Jaś i Małgosia jako  Ojciec
- 2008: O dzielnym krawczyku jako Leśny olbrzym Herrmann
- 2009: Mein Kampf jako Anton
- 2012: Baśń o sześciu łabędziach jako  Hofmeister Otto